# Зайцев, Александр Олегович
Александр Олегович Зайцев (род. 21 июня 1986) — современный российский художник, видеохудожник, дизайнер, архитектор, преподаватель.
Используемая техника в работах: живопись, глитч-арт, коллаж. Автор живописных работ, наследующих традиции супрематизма и абстракционизма.
Александр Зайцев — представитель нового поколения художников, сформировавшегося в Самаре. С именем Андрея Сяйлева, Владимира Логутова, Светланы Шуваевой, Олега Елагина связано явление «Самарской волны».
Художник исследует геометризм городской среды, техногенную абстракцию, глитч-арт.
Основными медиумами являются живопись и графика, однако предметами изображения становятся явления виртуальной среды (ошибки, сбои и повторы), то есть связь новых технологий и традиционных медиа, где ошибка становится методом для появления нового беспредметного изображения.

## Биография
Александр родился 21 июля 1986 года в Калиниградской области.
2003-2008 учился в Самарском государственном техническом университете, машиностроительный факультет.
2007—2011 учился в Самарском государственный архитектурно-строительный университет, факультет дизайна. По специальности — Дизайн среды.
Художественную деятельность начал в 2008 году. Занимался дизайном, брендингом, работал в различных архитектурных мастерских, студии игрового дизайна «MONO». Работал дизайнером при музее Модерна (Самара)
Начал своё творчество в качестве соорганизатора галереи «XI комнат» (2007—2012), впоследствии участвовал в арт-резиденциях в Москве (Фонд Владимира Смирнова и Константина Сорокина, 2015), Владивостоке (арт-резиденция «Заря», 2016), Штутгарте (Stuttgarter kunstverein, 2013).
Преподавал в Самарском Архитектурно-строительном университете, факультет дизайна, кафедра инновационного проектирования,
С 2015—2017 г. был сотрудником Музея Модерна.
С 2017 года живёт и работает в Москве.
Работы находятся в фонде «Владимир Смирнов и Константин Сорокин» и в частных коллекциях России и за рубежом.

## Триеналле и биенналле
- 2017 — Оргия вещей. Параллельная программа 7-й Московской биеннале современного искусства, Фонд Владимира Смирнова и Константина Сорокина (Москва)[6][7][8][9]
- 2013 — Ничего подобного — V Московская биеннале современного искусства, Музей Москвы (Москва)[10][11]
- 2013 — «Экран: между Европой и Азией» Ширяевская Биеннале, село Ширяево, Самарская область, Россия 2013 г.[12]
- 2009 — Ширяевская биеннале (Америка: между Европой и Азией/America: between Europe and Asia).[13][14]
- 2008 — Московская международная биеннале молодого искусства «Стой кто идет!?», фонд Эра, ЦСИ Марс (Москва)[15][16][17]

## Выставки

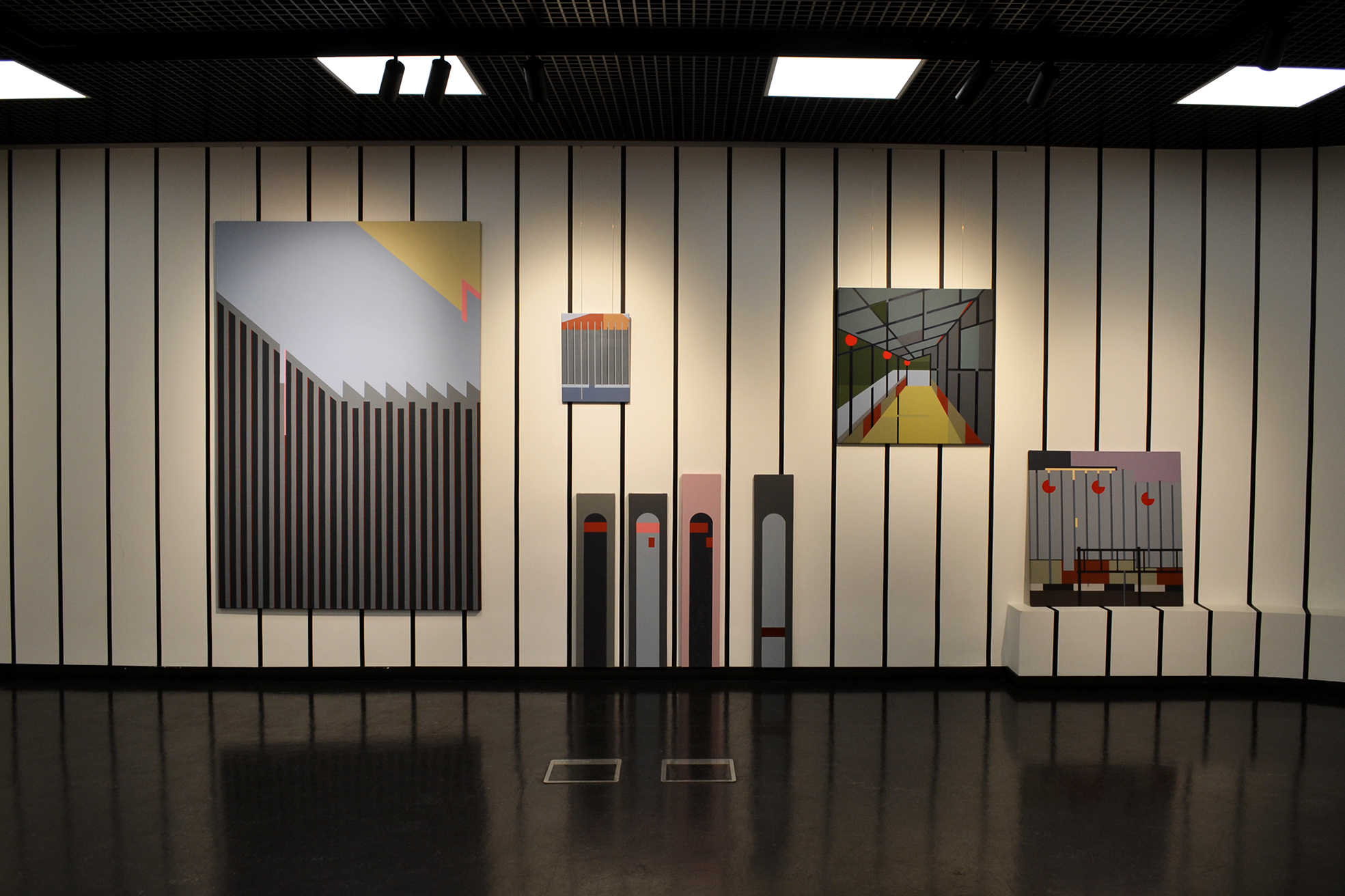
Выставка Александра Зайцева "Призовое 27-е место", РГБМ, Работы серии "Городской ландшафт", холст, акрил, 2020—22 гг.

### Персональные выставки
- 2010 — «Супрематическая азбука», галерея «XI комнат», Самара, Россия
- 2011— «Супрематическая азбука», Самарский литературно-мемориальный музей им. М.Горького. Музей-усадьба А. Н. Толстого, Самара, Россия.[18][19].
- 2011—«Эффект Корела», галерея «Арт пропаганда», Самара, Россия.[20].
- 2013 — «Случаи», Винзавод центр современного искусства, площадка молодого искусства «Старт», Москва, Россия[21][22]
- 2013 — «Старое/Новое», галерея «Stuttgarter Kunstverein», Штутгарт, Германия
- 2016 — «Портрет места», центр современного искусства «Заря», Владивосток, Россия, в рамках арт-резиденции
- 2017 — «Городской ландшафт», музей современного искусства АRТ4, Москва, Россия[23]
- 2019 —  Работа без названия, из серии: «Форма массы», галерея Betweenwindows, Москва, Россия
- 2020 — «За заборами заборы», Галерея «ЗДЕСЬ на Таганке»,[24] Москва, Россия
- 2022 — «Призовое 27-е место»[25], Российская государственная библиотека для молодежи, Москва, Россия

### Парные выставки
- 2015 — «Точка соприкосновения» совместно с Полиной Орловой. Выставка в рамках резиденции фонда «Владимир Смирнов и Константин Сорокин». Москва, Россия
- 2018 — «Сохранить как» совместно с Александром Голынским, показывал работы из серии «Форма массы», мастерская Фонда Владимира Смирнова и Константина Сорокина, Москва, Россия[26]

### Групповые выставки
- 2021 —«Зелёный угол», художественная лаборатория Errring office, Москва, Россия[27]
- 2021 — «Салют», Фонд поддержки современного искусства «СФЕРА» и ArtsWanted Advisors Limited, Москва, Россия[28]
- 2019 — «Нежные касания цифровых тел», Галерея Виктория, Самара[29][30]
- 2018 — Участие в выставки «Номерной фонд» от независимых арт-пространств: Центр «Красный», «Агентство сингулярных исследований», Институт «База», галерея «Электрозавод» и Фонд Владимира Смирнова и Константина Сорокина в пространстве особняка Рихтер (Пятницкая 42).
- 2017— Участие в предаукционной выставке и аукционе VLADEY, под названием «Здесь вам не Москва», была представлена работа из серии «Городские ландшафты», Москва, Россия
- 2017—Рабочий процесс, скульптуры из палочек для суши, Open studio, открытая мастерская Фонда Владимира Смирнова и Константина Сорокина, Москва, Россия
- 2017—Три работы из серии «Форма массы» («Синий», «Где меня нет», «Краски»);
- 2017— выставка «Оргия вещей», мастерская Фонда Владимира Смирнова и Константина Сорокина, Москва, Россия
- 2017— Итоговая выставка проекта «Волга. Ноль» (ТРК «Гудок». Самара, 2017)[31][32][33]
- 2016 —скульптура под названием «Порыв ветра» в рамках фестиваля Волга Фест, Самара, Россия
- 2016 — Двойная выставка «Открытые системы / Самонедостаточность» галерея «Виктория», Самара, Россия совместно с Музеем современного искусства «Гараж» (Галерея «Виктория», Самара, 2016)[34][35]
- 2015 — Попал в шорт лист, V Конкурс молодых художников «Новые проекты для галереи ANNA NOVA», «Искусство и образование», Санкт-Петербург.
- 2015 — «Точка соприкосновения» выставка в рамках резиденции фонда «Владимир Смирнов и Константин Сорокин», Москва, Россия
- 2015 —«Теория абстрактного» (Галерея «Виктория», Самара, 2015)[36][37][38]
- 2015 —«Как устроен мир?», Музей Модерна, Самара, Россия
- 2015 —Проект «Волга. Ноль», Фабрика-кухня, ГЦСИ, Самара, Россия[39]
- 2015 —Шорт лист, V Конкурс молодых художников «Новые проекты для галереи ANNA NOVA», «Искусство и образование», Санкт-Петербург, Россия
- 2014 —«О тишине и монументах». ЦСИ «Арт-центр», Самара.
- 2013 —«Искусство против географии», Пермский музей современного искусства PERMM, Пермь[40]
- 2013 —«В преддверии рая», центр современного искусства «Сокол», Москва
- 2013 —«Диалог с техногенной реальностью», Арт центр, Самара, Россия
- 2013 —«Сквот», Тольятти, Россия
- «Ширяевское Биеннале», село Ширяево, Самарская обл., Россия
- 2012 —«Течения». Самарский областной музей им. П.Алабина. Самара[41][42]
- «Новые работы» Самарский литературно-мемориальный музей им. М.Горького. Музей-усадьба А. Н. Толстого, Самара, Россия
- 2011 —«STRANGE… STRANGER… STRANGEST….». Галерея «Виктория». Самара.
- 2011 —«Космос». Галерея «Новое пространство». Самара.
- 2011 —«За что я люблю её». Самарский художественный музей, Самара, Россия
- 2011 —«Вне земли», галерея «Новое пространство», Самара, 2011[43][44]
- 2011 —Серия выставок в галереи «XI комнат», Самара, Россия
- 2011 —Проект «Россия в Эрарте», Выставка «Самарский десант», музей современного искусства «Эрарта» Санкт-Петербург, Россия
- 2010 —«Чудеса безделья». ММСИ. В рамках 2-й Московской международной молодёжное биеннале «Стой, кто идёт?!», Москва
- Серия выставок в галереи «XI комнат», Самара, Россия
- «Золото для народа» Арт центр, Самара, Россия[45]
- 2009 — «Пространственно-временной континуум» (галерея «11 комнат» , Самара)[46]
- 2009 — «Принуждение к интерпретации» (куратор Илья Саморуков), галерея «Арт пропаганда», Самара, Россия
- 2008 — Серия выставок в галереи «XI комнат», Самара, Россия

### Арт-резиденции
- 2013 —«stuttgarter kunstverein e.v.»[47] Штутгарт, Германия
- 2015 — «Точка соприкосновения» выставка в рамках резиденции фонда «Владимир Смирнов и Константин Сорокин», Москва, Россия
- 2016 — «Портрет места», центр современного искусства «Заря», Владивосток, Россия[48]
- Оценка творчества

Исследователи отмечают в творчестве Александра связь новых технологий и традиционных медиа. В художественном методе — ошибка является методом для появления нового беспредметного изображения.

Художник — исследователь, исследую возможности художественного языка на пересечении классического и современного искусства.
Если сравнить его с другими художниками самарского круга, то обнаружится много перекличек: с Шуваевой — близость к авангарду, экспериментами супрематистов и живописной традиции, с Логутовым — тяга к превосходству приема, с Олегом Елагиным — работа с медиапространством. — Елена Ищенко
Многие художники, осознанно деконструируют художественный язык, лишая свои действия организованности или подвергая критическому переосмыслению само понятие «эстетической нормы». Другие же, в своих поисках, случайно сталкиваясь со сбоем визуальных кодов, используют его, как материал для своей работы. К этим, вторым и относится Александр Зайцев — Владимир Логутов
Александр Зайцев — представитель постживописной абстракции, также экспериментирующий в жанрах графики, объекта, инсталляции. Наследуя визуальные коды супрематизма, автор обращается к «машинной» живописи, проблематике сбоя, автоматического производства образов, лингвистическим аспектам абстракции. При этом Зайцев предпочитает оставаться на территории живописи. Его привлекает балансирование между отчужденно-машинным методом генерирования образов и индивидуальным жестом художника. — Константин Зацепин
Технократическая, производственная суть природы, понятая чрезвычайно широко, передается в масштабных картинах Евгения Бугаева и Александра Зайцева. — Сергей Баландин

## Цитаты
- Мои работы — это попытка изучить среду, погрузится в сложное городское пространство, перевести его в поле абстрактного изображения, в поле тонких связей и невербальных отсылок.
- Основными медиумами для меня являются живопись и графика (классический подход к созданию произведения искусства), однако предметами изображения становятся явления виртуальной среды (ошибки, сбои и повторы), то есть связь новых технологий и традиционных медиа, где ошибка становится методом для появления нового беспредметного изображения.
- Я ищу смысл в ошибках и нахожу «ошибки» в действительности вокруг себя. Например, в городской среде постоянно встречаются повторяющиеся элементы и «зацикливания». Я пытаюсь осмыслить окружающее пространство, работая с повторами, с точками притяжения взгляда. Часто работая в программах 3D-моделирования и решая вполне конкретные профессиональные задачи, я обращаю внимание на ошибки, связанные с некорректным отображением объектов в программе. В момент ошибки они трансформируются в абстрактные графические композиции со случайным содержанием, не зависящем от действий и желаний художника. Такой результат иногда бывает важнее и интереснее, чем первоначальная цель работы. «Ошибка» становится полноценным и самоценным объектом[39]